# Islas Hormigas de Afuera
Las Islas Hormigas de Afuera son dos pequeñas islas situadas aproximadamente a 62 kilómetros del puerto del Callao en el país sudamericano de Perú. Según la DHN (Dirección de Hidrografía y Navegación de la Marina de Guerra del Perú) se trata de una isla y un grupo de arrecifes que despiden piedras visibles. Políticamente pertenecen a la Provincia Constitucional del Callao. Se encuentran deshabitadas. 

### Datos históricos
Desde el año 1870, se habla que muchos barcos encallaron en sus cercanías y del estruendo de las olas en las rocas. Durante la Guerra del Pacífico (1879), la escuadra chilena las usó como centro de reunión para atacar a la flota peruana en el puerto del Callao. Por el año 1922, la isla era usada como punto de recalada para las embarcaciones antes de proceder al puerto del Callao.

### Datos Recientes
En la actualidad, por su escasa vegetación, es un hábitat natural para lobos y aves marinas, y debido a estas últimas es una isla guanera. Cuenta con un faro construido en el año 1973 y remodelado posteriormente en diciembre de 2014, que  es usado como referencia por las embarcaciones  que navegan por sus alrededores. En sus cercanías se desarrolla bastante la pesca artesanal e industrial y es usada también para el deporte de la caza submarina. El Instituto Geofísico del Perú tiene instalado en la isla un sistema de alerta contra sismos para el área de Lima metropolitana y la costa central del Perú.